# Andrij Maksymenko

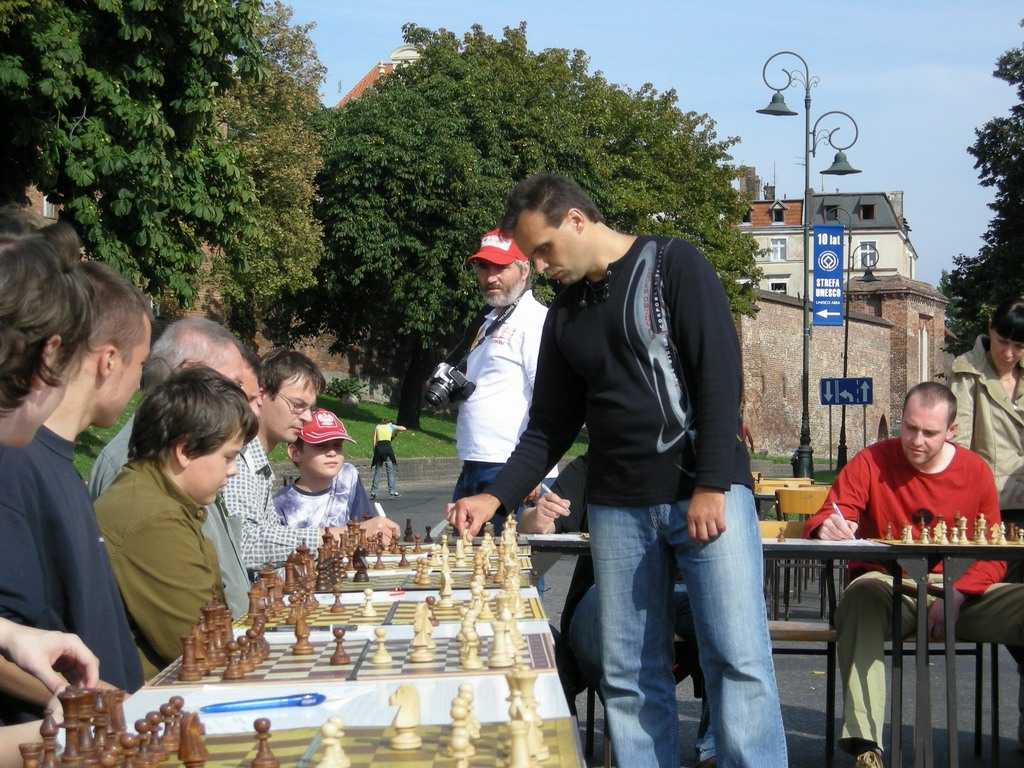
Andrij Maksymenko podczas symultany w Toruniu, 22 września 2007

Andrij Maksymenko, ukr. Андрiй Максименко (ur. 7 grudnia 1969 w Czerkasach) – ukraiński szachista i trener szachowy (FIDE Trainer od 2007), arcymistrz od 1995 roku.

## Kariera szachowa
Pierwsze znaczące sukcesy zaczął odnosić na początku lat 90. W roku 1992 zajął w Symferopolu IV m. w mistrzostwach Ukrainy. W 1993 podzielił I m. w Lublinie, a w 1994 zajął II-III m. (za Gyula Saxem) w Cattolicy. W 1995 odniósł kolejne sukcesy: samodzielnie zwyciężył w kołowym turnieju w Aalborgu (przed Michałem Krasenkowem i Andrejem Kawalouem), zajął II m. w silnie obsadzonym turnieju w Kopenhadze (za Péterem Lékó, a przed m.in. Wiktorem Moskalenką, Igorem Glekiem, Józsefem Pintérem, Curtem Hansenem i Jonny Hectorem) oraz triumfował (wraz z Dorianem Rogozenką) we Lwowie. W 1996 zwyciężył w Schöneck/Vogtl. (turniej B, przed Robertem Kuczyńskim i Henrikiem Teskem), w 1997 podzielił I m. (wspólnie z Markiem Oliwą, Aleksandrem Czerwońskim oraz Mladenem Mušem) w rozegranym w Barlinku memoriale Emanuela Laskera, w 1999 zajął II m. (za Aleksandrem Motylowem) we Lwowie, a rok później w tym mieście podzielił I m. (wraz z Aleksandrem Czerninem). W 2001 zwyciężył (wraz z Sinišą Dražiciem) w Mediolanie oraz zajął I m. w kolejnym turnieju rozegranym we Lwowie. W 2002 podzielił I m. w Legnicy (wraz ze Stanisławem Zawadzkim), natomiast rok później powtórzył to osiągnięcie (wraz z Gyula Saxem) w Bratto. W 2004 samodzielnie zwyciężył w dwóch turniejach kołowych rozegranych w Polsce: w Nowym Targu oraz w Barlinku (memoriał Emanuela Laskera), natomiast w 2006 znalazł się wśród zwycięzców (wraz z m.in. Jakubem Czakonem) tradycyjnego turnieju w Görlitz. W 2009 zajął II m. (za Viktorem Erdősem) w Berlinie, natomiast w 2013 zwyciężył (wspólnie z Wołodymyrem Małaniukiem) w turnieju o Puchar Wojewody Dolnośląskiego w Legnicy.
Najwyższy ranking w karierze osiągnął 1 listopada 2011, kiedy to z wynikiem 2559 punktów zajął 33. miejsce wśród szachistów ukraińskich.
W rozgrywkach z cyklu drużynowych mistrzostw Polski reprezentuje klub Baszta Żnin.